# Zoltán Soós-Ruszka Hradetzky
Zoltán Soós-Ruszka Hradetzky (ur. 16 kwietnia 1902 w Budapeszcie, zm. 8 lipca 1992 w Kansas City) – węgierski strzelec sportowy, brązowy medalista olimpijski z Los Angeles.
Zawody w 1932 były jego pierwszymi igrzyskami olimpijskimi. Medal zdobył w konkurencji karabinu małokalibrowego na dystansie 50 metrów w pozycji leżącej. Cztery lata później zajął w tej konkurencji ósme miejsce.